# Nosodendron pauliani
Nosodendron pauliani is een keversoort uit de familie van de boomsapkevers (Nosodendridae). De wetenschappelijke naam van de soort is voor het eerst geldig gepubliceerd in 1991 door Endrödy-Younga.